# Pastille de Vichy
Pour les articles homonymes, voir Vichy (homonymie).

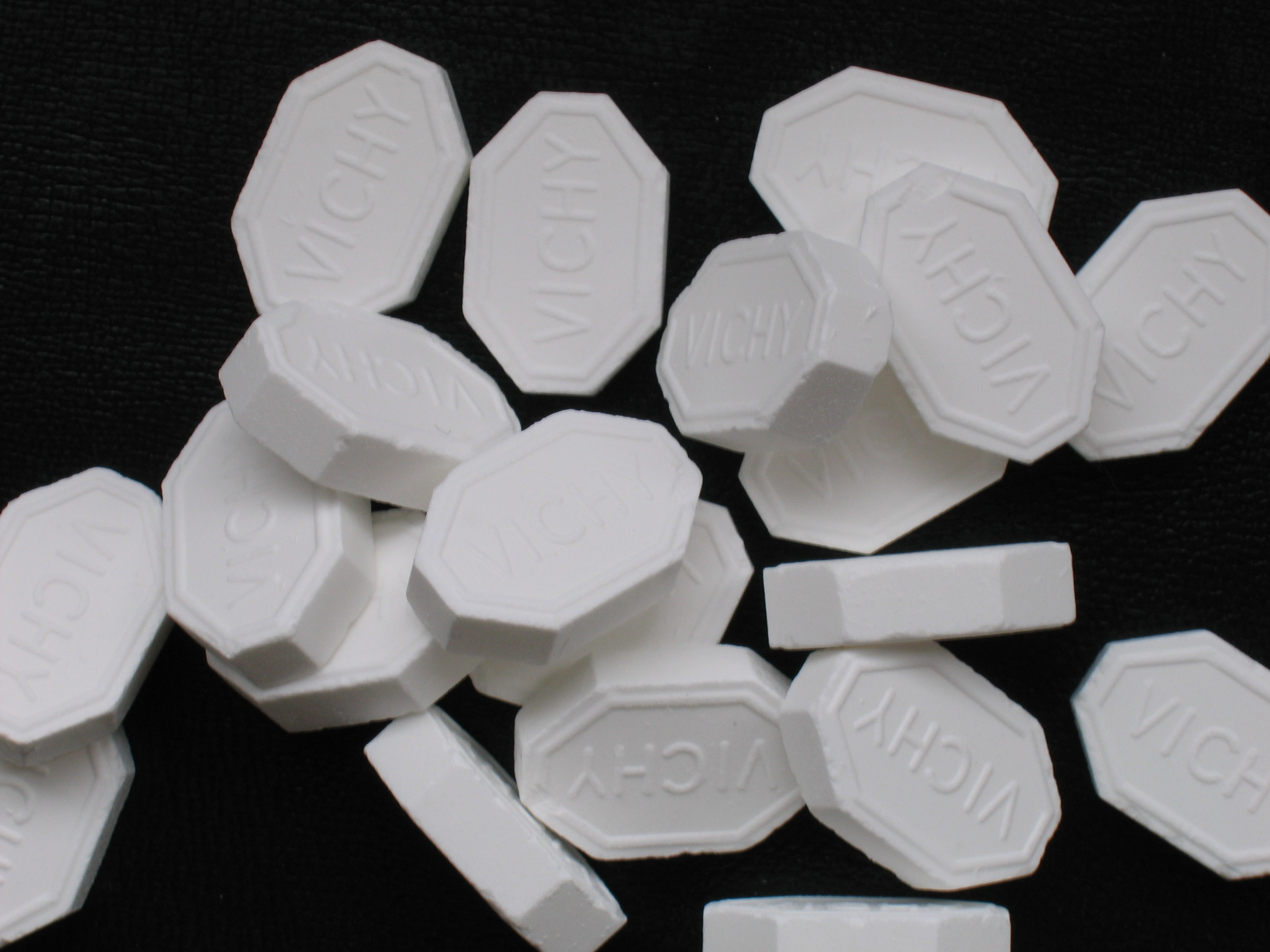
Vingt pastilles Vichy.

La pastille de Vichy est un bonbon de forme octogonale de couleur blanche connue pour ses propriétés digestives. Elle tient son nom de la ville française de Vichy (Allier) où elle est fabriquée à partir des eaux de la station thermale.
Les pastilles Vichy sont les seules pastilles confectionnées dans la ville de Vichy, par deux entreprises :
- la pastille Vichy, fabriquée à Vichy et commercialisée par le groupe Carambar & Co, appartenant majoritairement au fonds d'investissement Eurazeo ;
- la pastille du Bassin de Vichy, produite par une entreprise familiale de Vichy et fabriquée dans une commune proche, par la confiserie Moinet.

## Histoire

### Création

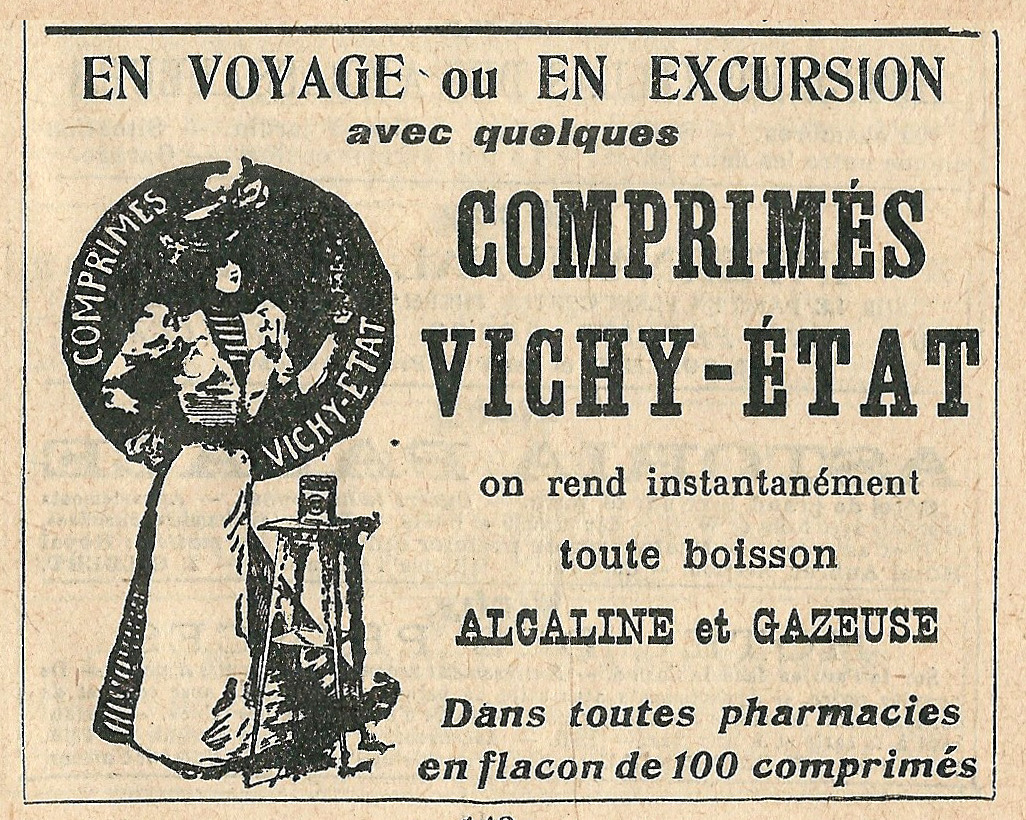
Réclame pour les Comprimés Vichy-État, en 1921.

Les pastilles de Vichy ont été inventées par le chimiste Jean-Pierre-Joseph d'Arcet (1777-1844), membre de l'Académie des sciences et de l'Académie de médecine, qui découvrit d'abord les vertus digestives du bicarbonate de sodium, principal élément des eaux minérales de Vichy.  
D'Arcet eut l'idée de fabriquer du bicarbonate de soude en faisant bicarbonater du carbonate de soude avec le gaz qui s'échappe des eaux de Vichy où il s'était rendu en 1824. Il donne la recette à l'apothicaire Nicolas-François Regnault aîné, qui commence à mettre au point la fabrication de pastilles dès 1825 en coopération avec le pharmacien de l'établissement thermal Pierre Batilliat qui maîtrisait parfaitement le procédé de bicarbonatation. Regnault meurt peu avant que l'exploitation de la recette ne soit possible. 
La fabrication industrielle fut principalement assurée par les frères Brosson, nouveaux fermiers de l'Établissement thermal d'État à partir de 1833. 
Ces pastilles dites alcalines censées améliorer la digestion entrent dans la pharmacopée française (appelée alors le Codex) en 1837. 
Outre Batilliat, d'autres pharmaciens de la station thermale se lancent dans la fabrication de pastilles : François Bru, Nicolas Larbaud (père de Valery Larbaud et propriétaire des sources de Saint-Yorre), mais aussi des confiseurs comme « Larbaud Aîné », le frère de Nicolas et Benoît Rondepierre, le créateur de ce qui allait devenir la confiserie Moinet, une des principales de la ville, en 1871.
Mais le procédé initial se révèle insuffisant et au début du Second Empire, les premiers brevets d'extraction des sels contenus dans les eaux minérales de Vichy sont déposés en 1853. 

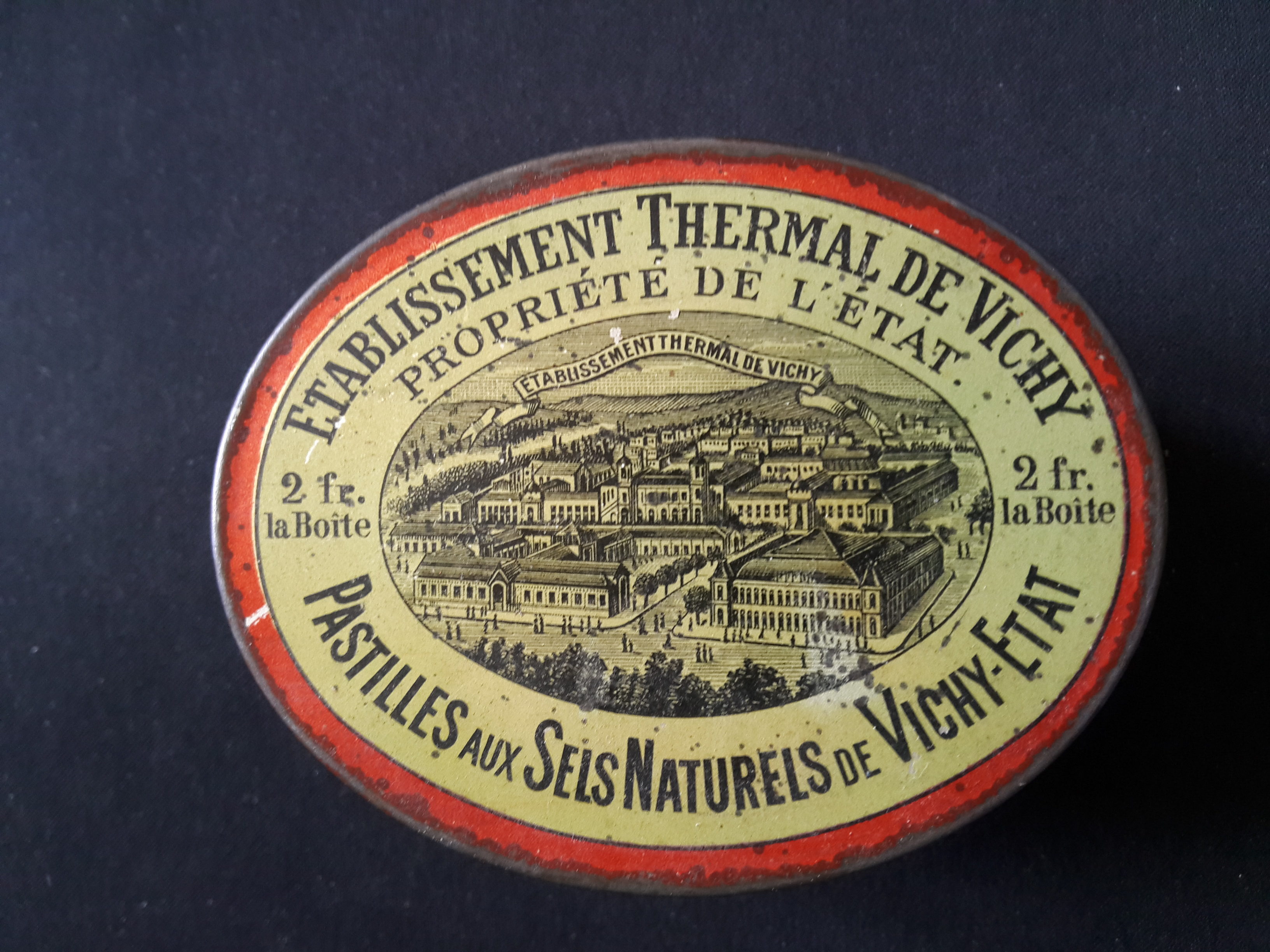
Boîte de pastilles de Vichy, début du XXe siècle.

Côté confection, François Bru donne une forme octogonale à la pastille fabriquée par la Compagnie fermière de Vichy pour la différencier des autres pastilles digestives. De plus, en 1860, la Compagnie dépose un brevet pour la production industrielle de sels minéraux de Vichy, confirmant la renommée de cette pastille. Elle est gravée « VICHY » sur sa face avant et « Établissement thermal » à son revers.
En 1914, le syndicat des pharmaciens perd toutefois son procès contre le confiseur vichyssois Moinet, ce qui officialise la mise en vente libre des pastilles Vichy. Plusieurs marques concurrentes vont alors apparaître.
En 1948, le procédé de compression en granulat aromatisé remplace la fabrication des plaques de pâte qui nécessitaient un temps de séchage.

### Les marques de pastilles de Vichy
Plusieurs marques de pastilles, telles que Vichy-Lardy ou Vichy-Central, sont regroupées en 1981 sous l'appellation Pastille Vichy. Celle-ci est achetée par le groupe Perrier avant d'être revendue en 1988 à l'entreprise pharmaceutique américaine Warner-Lambert (aujourd'hui Pfizer), puis à Cadbury en 2003. Au sein de ce dernier, la pastille Vichy passe en 2010 entre les mains de Kraft Foods, puis de Mondelez International en 2012. Enfin, en mai 2017, un grand nombre de marques de confiserie de Mondelez, dont Vichy et l'usine qui la fabrique, sont revendues au fonds d'investissement français Eurazeo qui les regroupe toutes au sein d'une société créée pour cela en 2017, Carambar & Co.
La pastillerie est installée dans le quartier des Ailes, au nord de Vichy depuis 1976. Le site emploie quinze salariés pour une production annuelle de 1 600 tonnes et un chiffre d'affaires de 6,5 millions d'euros en 2024. 3,6 millions de pastilles sont fabriquées chaque jour.

### Pastille du bassin de Vichy

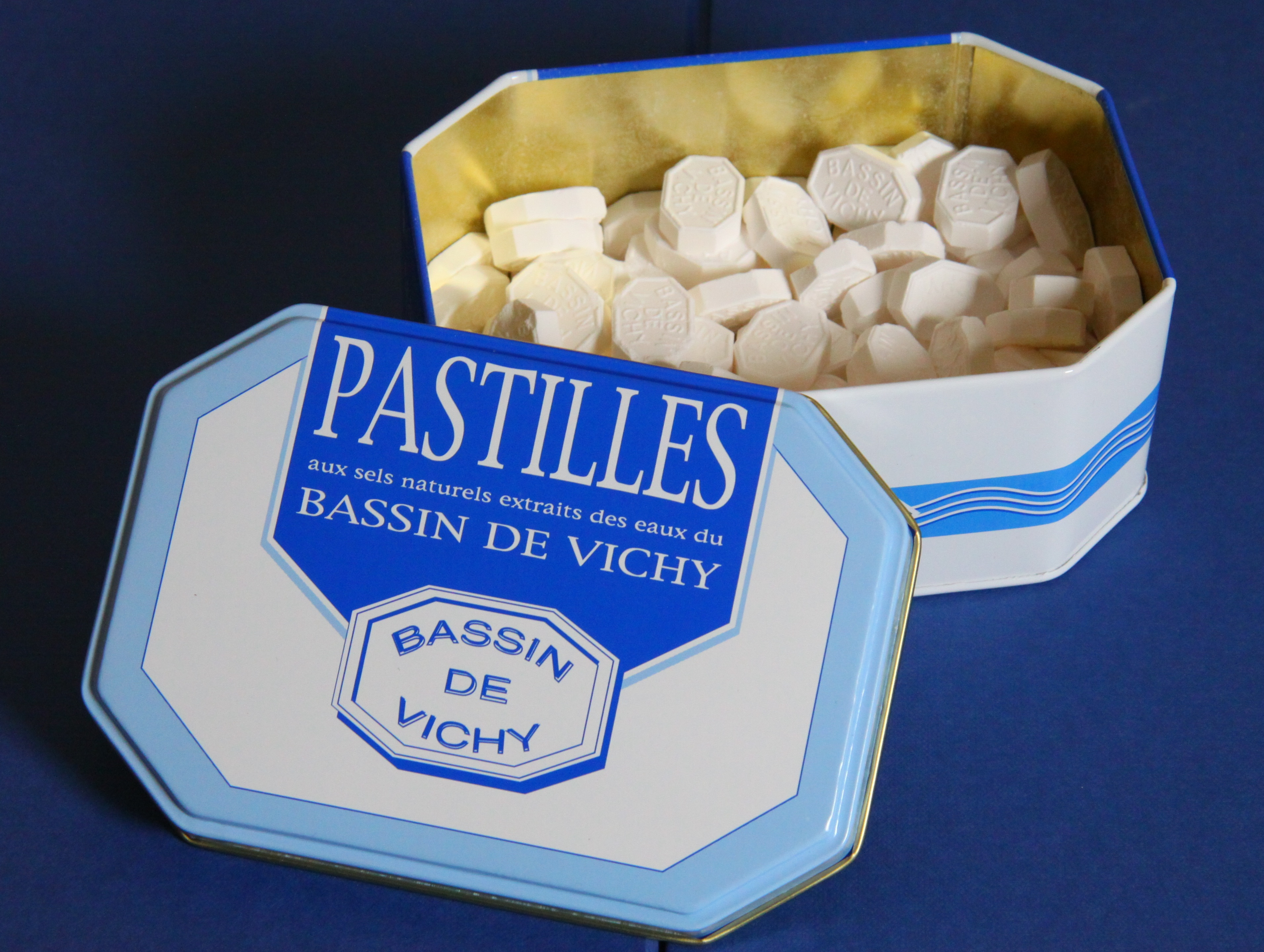
Boîte de pastilles Vichy de la Maison Moinet.

Lancée en 1932 à la suite de l'acquisition de la source Roger par la confiserie Maison Moinet, les pastilles du Bassin de Vichy appartiennent toujours à la famille Moinet, confiseur pour la 7e génération. Il existe plusieurs boutiques de cette confiserie : deux à Vichy, une à Paris et une à Clermont-Ferrand. La pastillerie est installée à Hauterive, commune au sud de Vichy.

## Composition
Une pastille pèse 2,5 grammes. Le principal ingrédient est le sucre, et elle est fabriquée avec des sels minéraux de Vichy (0,3 %), sels extraits des eaux minérales de Vichy, dont les vertus sont notamment digestives. Elle en est un produit dérivé original. C'est une spécialité de Vichy. Les pastilles sont fabriquées à Vichy et largement commercialisées. Les pharmacies vendent aussi des pastilles de Vichy, dont la teneur en sels extraits des eaux de Vichy est plus élevée.
Elle existe en plusieurs goûts : menthe, citron, anis et orange (uniquement fabriquée par Moinet), avec et sans sucres.
Les pastilles de Vichy doivent obligatoirement être conservées dans des boîtes en métal pour conserver leur goût.

## Produits à base de pastilles de Vichy
La pastillade est une boisson gazeuse à base de pastilles de Vichy, brassée par une entreprise familiale de Pouilly-sous-Charlieu, dans la Loire. Le nom a été déposé par l'office de tourisme de Vichy.